# أرخبيل غولاغ
أرخبيل غولاغ (بالروسية: Архипела́г ГУЛА́Г) عمل أدبي للروائي والكاتب الروسي ألكسندر سولجينيتسن حول القمع في الاتحاد السوفييتي في الفترة ما بين عامي 1918 و1956.
أساس هذا العمل الأدبي هو الرسائل الكتابية والشفوية لنحو 257 سجين، بالإضافة لتجربة الكاتب الشخصية.
كلمة غولاغ (بالروسية ГУЛАГ) هي اختصار للمديرية العامة للمعسكرات والمعتقلات (بالروسية: Гла́вное управле́ние лагере́й и мест заключе́ния)، وقد تكون إشارة لكتاب جزيرة ساخالين (بالروسية: Остров Сахалин) للأديب الروسي أنطون تشيخوف.

## تاريخ الكتابة والنشر
قام ألكسندر سولجينيتسن بكتابة روايته «أرخبيل غولاغ» سراً في الإتحاد السوفيتي في الفترة ما بين عامي 1958 و1968 (انتهى من كتابة روايته في تاريخ 2 يوليو 1968 )، وتم نشره لأول مرة في تشرين الأول لعام 1973 في باريس.

في 23 آب لعام 1973 قام ألكسندر سولجينيتسن بإجراء أول مقابلة موسعة مع صحفيين أجانب. وفي نفس اليوم قام جهاز المخابرات السوفيتي الكي جي بي (بالروسية: КГБ) بإيقاف إحدى مساعدات سولجينيتسن وتدعى يليزافيتا فورونيانسكايا من مدينة لينينغراد (سانت بطرسبورغ حالياً)، حيث اضطرت أثناء التحقيق إلى إعطاء المحققين معلومات حول مكان وجود نسخة (أرخبيل غولاغ) المكتوبة بخط اليد. وبعد عودة يليزافيتا إلى منزلها من التحقيق قامت بشنق نفسها.
علم سولجينيتسن بالحادثة في 5 أيلول، فأمر فوراً ببدء طباعة الرواية في الغرب في أحد دور نشر المغترب المعنية بطباعة ونشر الكتب الروسية وتدعى YMCA-press. ثم أرسل رسالة إلى القيادة السوفيتية تحمل عنوان (رسالة إلى القادة السوفيت) دعا فيها إلى التخلي عن الأيديولوجية الشيوعية وإتخاذ خطوات لتحويل الاتحاد السوفيتي إلى دولة وطنية روسية.
في نهاية شهر آب تم نشر عدد كبير من المقالات في الصحف الغربية والتي تدافع عن المعارضين، وعلى وجه الخصوص سولجينيتسن.
وتم في الاتحاد السوفيتي إطلاق حملة دعائية قوية ضد المعارضين. وقامت صحيفة «برافدا» (بالروسية: Правда) السوفيتية في 31 آب لعام 1973 بنشر رسالة مفتوحة لمجموعة من الكتاب السوفيت تدين فيها ألكسندر سولجينيتسن والفيزيائي السوفيتي أندريه ساخاروف بتهمة (الافتراء على نظامنا السياسي والاجتماعي).
في 24 أيلول قام جهاز المخابرات السوفيتي الكي جي بي ومن خلال زوجة سولجينيتسن السابقة باقتراح نشر قصة «جناح مرضى السرطان» في الاتحاد السوفيتي مقابل تخليه عن نشر «أرخبيل غولاغ» في الخارج. ولكن سولجينيتسن قال أنه لا يعارض طباعة قصة «جناح مرضى السرطان» في الاتحاد السوفيتي، ولم يعبر عن رغبته بربط نفسه باتفاق سري مع السلطات.
أوصاف مختلفة مرتبطة بهذا الحدث موجودة في كتاب سولجينيتسن «تناطح العجل مع البلوط» (بالروسية: Бодался телёнок с дубом) وفي مذكرات نتاليا ريشيتوفسكايا زوجة سولجينيتسن الأولى «أ ب ن – أنا – سولجينيتسن» (بالروسية: АПН — я — Солженицын) والذي نشر بعد وفاة ريشيتوفسكايا.
أنكرت ريشيتوفسكايا دور المخابرات السوفيتية وأقرت أنها سعت إلى الوصول إلى اتفاق بين السلطات وسولجينيتسن بمبادرة شخصية منها.
في أواخر كانون الأول لعام 1973 تم الإعلان عن خروج أول مجلد لرواية «أرخبيل غولاغ» إلى النور. وقد بدأت في أوساط الإعلام السوفيتي حملة واسعة لتشويه سمعة سولجينيتسن بوصفه خائناً لوطنه مع تسميته بالفلاسوفي (المنشق) الأدبي. ولم يكن التركيز على المحتوى الفعلي لرواية «أرخبيل غولاغ» الذي لم يناقش بتاتاً (دراسة فنية لنظام معسكرات الاعتقال السوفيتية ما بيت عامي 1918 و1956)، بل على تضامن سولجينيتسن المزعوم مع (خونة الوطن زمن الحرب، ورجال الشرطة، ورجال فلاسوف).
ذكر في أولى الطبعات أن عدد من قام بتزويد سولجينيتسن بالمعلومات لهذا العمل كان 227 شخص. وفي طبعة 2007 (يكاتيرينبورغ، دار النشر "U-factor" بالروسية У-Фактория) تم توسيع القائمة لأول مرة (شهود الأرخبيل الذين أستخدمت قصصهم، ورسائلهم، ومذكراتهم، وتعديلاتهم لتأليف هذا الكتاب) ليتضمن 257 اسماً.
كتبت بعض أجزاء النص من قبل معارف سولجينيتسن (على وجه الخصوص غريغوري تينو وفياتشسلاف إيفانوف)، وقد حاول سولجينيتسن لأجل عمله على الرواية أن يغري فارلام شالاموف ويولي دانييل، لكنهم فشلوا في الاتفاق.
كانت عائدات الملكية الفكرية والأرباح من مبيعات الرواية تحول إلى مؤسسة سولجينيتسن والتي بدورها كانت تحولها سراً إلى الاتحاد السوفيتي لمساعدة السجناء السياسيين وعائلاتهم.
بخلاف الرأي السائد، فإن جائزة نوبل في الأدب والتي حصل عليها سولجينيتسن عام 1970 ليست لها أي ارتباط بروايته «أرخبيل غولاغ» والتي لم تكن فقط غير منشورة وقتها فحسب، بل وكانت سراً حتى عن كثير من المقربين لسولجينيتسن. وقد استحق الجائزة على ما يسمى بـالقوة الأخلاقية التي تتبع بوساطتها تقاليد الأدب الروسي الثابتة.
نشرت رواية «أرخبيل غولاغ» كاملةً في الاتحاد السوفيتي في عام 1990 (نشرت لأول مرة فصول مختارة من قبل المؤلف في مجلة «نوفي مير» بالروسية новый мир في الأعداد 7 – 11 لعام 1989).
أجريت آخر التعديلات البسيطة وإضافة ملاحظات إضافية من قبل المؤلف عام 2005، وقد أدرجت في طبعة يكاتيرينبورغ (2007) والطبعات اللاحقة. علاوة على ذلك قام كل من أ. شومولين ون. ليفيتسكايا وبمشاركة ن. سافونوف بإضافة فهرس الأسماء لأول مرة، والذي استكملها وعدلها أ. رازوموف.
أصبحت عبارة «أرخبيل غولاغ» عامة، وتستخدم غالباً في صحافة الرأي وكذلك في الأدب الفني (الخيال)، وخاصة فيما يتعلق بنظام العقوبات في الاتحاد السوفيتي من عشرينات إلى خمسينات القرن الماضي.
العلاقة برواية «أرخبيل غولاغ» كالعلاقة بألكسندر سولجينيتسن، ما تزال مثيرة للجدل حتى في القرن الواحد والعشرين، إذ أن العلاقة بالحقبة لاسوفيتية، وثورة أكتوبر، والقمع السياسي، وشخصية لينين وستالين بقيت حادة.
في 9 أيلول لعام 2009 أصبحت رواية «أرخبيل غولاغ» تدرس في المدارس الثانوية كمادة إلزامية. وفي عام 2008 تم إنتاج فيلم وثائقي في فرنسا مدته 52 دقيقة ويدعي «التاريخ السري لأرخبيل غولاغ» (بالفرنسية: L'Histoire Secrète de l'Archipel du Goulag) من إخراج نيكولاس ميليتتش وجان كريبيو.

## ترجمات
لا توجد معلومات محددة حول عدد اللغات التي ترجمت إليها رواية «أرخبيل غولاغ». لكن التقييم العام يشير عادة إلى أكثر من 40 لغة.

## تعليقات
كتب الشاعر الروسي يوسف برودسكي: "على الرغم من المخاطر على الحياة، فإن الفرد يمكنه السماح لنفسه بجمع شهادات الشهود لإقامة محاكمته النورمبيرغية. وما تعرضه رواية سولجينيتسن «أرخبيل غولاغ» هي المواد الاتهامية والتهم. والقارئ مدعو للمشاركة في المحاكمة بصفته مراقب.
بينما قارن المؤرخ فلاديمير كوزلوف رواية «أرخبيل غولاغ» بالخرائط الملاحية الأولى: «بالرغم من المغالطات والخرافات وتفاصيل محددة أخرى، فإن بحث سولجينيتسن قد نقل تاريخ الغولاغ من» أرض غير مكتشفة«إلى واقع، ومساحة مستوعبة فكرياً، وإلى واقع في التاريخ العالمي».

## قمع
بحسب رأي مكتب تحرير مجلة «وقائع الأحداث الجارية» (بالروسية: Хроника текущих событий) السرية، فإن أول حكم صدر بتهمة نشر «أرخبيل غولاغ» كان ضد غانتبوري موخاميتشين. حيث أدين بتاريخ 7 آب 1978 وحكم عليه بالأشغال الشاقة 5 سنوات وسنتين في المنفى.

## نقد
تعرض سولجينيتسن مراراً للنقد بعد صدور رواية «أرخبيل غولاغ» وخاصة في السبعينات من القرن العشرين، وذلك لموقفه المتعاطف مع جيش التحرير الروسي إبان الحرب الوطنية العظمى، والآراء ذات الصلة بمصير أسرى الحرب السوفيت.
ويُنتقد سولجينيتسن لدعوته المزعومة لاستخدام الأسلحة النووية الأمريكية ضد الاتحاد السوفيتي، وهو ما لم تثبته خطاباته. ولكن استحضرت في «أرخبيل غولاغ» كلمات التهديد والوعيد التي أصدرها السجناء والموجهة للحراس.
بعد نشر العمل في الاتحاد السوفيتي عام 1990 بدأ النقاد في الإشارة إلى التناقض بين تقديرات سولجينيتسن لعدد المقموعين من جهة، وبين المعلومات الأرشيفية التي أصبحت متاحة في فترة البيريسترويكا وكذلك حسابات عدد من علماء الديموغرافيا (بناءاً على الأرشيف الذي أصبح متاحاً بعد عام 1985) من جهة أخرى.
وكان يشار إلى أن المعلومات التي أوردها سولجينيتسن كانت بالاعتماد على مقالة إيفان كورغانوف.

## معلومات أخرى
تحتل رواية «أرخبيل غولاغ» المركز 15 ضمن قائمة كتب لوموند المائة للقرن الخاصة بصحيفة لوموند الفرنسية، والمركز الثالث ضمن الكتب المنشورة في النصف الثاني من القرن العشرين لنفس القائمة.

## وصلات خارجية
- أرخبيل غولاغ على موقع الموسوعة البريطانية (الإنجليزية)

- Solzhenitsyn, Aleksandr. The Gulag Archipelago (بoriginal Russian).{{استشهاد بكتاب}}:  صيانة الاستشهاد: لغة غير مدعومة (link) All volumes for reading in browser, or plaintext: parts 1 and 2, parts 3 and 4, and parts 5, 6, and 7.
- Solzhenitsyn, Aleksandr. The Gulag Archipelago. Internet Archive (html or torrent). Volume 1, Volume 2, Volume 3.
- Saving the Nation Is the Utmost Priority for the State في أرشيف الإنترنت(أرشفت في  مايو 27, 2006) Moscow News (2006-05-02)
- Cohen, Stephen F. (16 يونيو 1974). "Books: The Gulag Archipelago". The New York Times. مؤرشف من الأصل في 2018-01-24. اطلع عليه بتاريخ 2014-12-07.